# Exocarpos luteolus
Exocarpos luteolus là một loài thực vật có hoa trong họ Santalaceae. Loài này được C.N.Forbes mô tả khoa học đầu tiên năm 1910.